# Port lotniczy Craig Cove
Port lotniczy Craig Cove (IATA: CCV, ICAO: NVSF) – port lotniczy położony w miejscowości Craig Cove, na wyspie Ambrim (Vanuatu).